# Ramboldia aurea
Ramboldia aurea är en lavart som först beskrevs av Kalb & Elix, och fick sitt nu gällande namn av Kalb, Lumbsch & Elix. Ramboldia aurea ingår i släktet Ramboldia och familjen Lecanoraceae.   Inga underarter finns listade i Catalogue of Life.